# 계급 사회
계급 사회 또는 계급 기반사회는 재산, 생산 수단, 부의 소유권이 권력 분배의 결정적 요소인 조직 원칙 사회를 일컫는다.
계급 사회에서 사람들은 암묵적으로 사회적 계층 또는 계급을 통해 상하관계를 뚜렷하게 구분한다.
여기서 생산 수단 접근에 취약한 사람들은 하층 계급에서 벗어나기 힘들고, 부를 축적한 사람들은 사회의 상류층으로 자리매김하여 더욱 이익을 취하는 구조다. 한마디로 정의하자면 부익부 빈익빈. 이런 양극화 현상은 극단적이며 점차 심해지는 추세이다.
계급 사회의 본질적인 문제는 사회 학적 연구를 통해 확인할 수 있다. 계급 사회는 선진국과 개발 도상국 모두에서 전 세계적으로 존재한다. 계급 계층화는 자본주의에서 직접 나온다고 이론화된다. 여론 측면에서 스웨덴 설문 조사에 참여한 10 명 중 9 명은 자신이 계급 사회에 살고 있다는 것이 옳다고 생각했다.

## Weberian 사회학의 계급 사회
Weberian 사회학에서, 한 사람이 그들의 노동의 구매자와 가지는 관계는 계급 사회에서 그 사람의 위치를 주로 확립하는 것이다.

## 마르크스주의 사회학의 계급 사회
마르크스주의 사회학에서 행위자와 생산 수단의 관계는 계급 사회와 관련하여 사회적 행위자의 지위를 대략적으로 확립한다. 계급 사회 자체가 자본의 준객관적 개념을 창출하는 '상호연계운동'의 총체적 현상으로 이해되고 있다

## Bourdieu 사회학의 계급 사회
Bourdieu에게 있어서, 어느 누구라도 사회 계층에서 설 자리는 Weberian 사회학의 동등한 지위보다 모호하다. Bourdieu는 그가 말하는 자본의 유형에 대한 일련의 개념을 도입했다. 이러한 유형은 경제적 자본이며, 사회적 행위자가 보유하고 있는 다른 상품과 유형 사유재산에 대한 보편적 등가(일반적으로 법정화폐라고 함)의 양이다.이러한 유형의 자본은 문화적으로 구성된 자본의 다른 형태와 분리되어 있다. Bourdieu는 개인 문화 자본, 객관적인 문화 자본, 그리고 제도화된 문화 자본이다.

## 비교 사회학 연구
예를 들어 지니 계수, 사실상의 교육 기회, 실업 및 문화를 비교해서 계층 사회를 연구하는 비교 방법을 사용할 수 있다.

## 인구에 미치는 영향
계층 차이가 큰 사회는 불안과 우울증 증상과 같은 정신 건강 문제를 겪는 사람들의 비율이 더 높다. 일련의 과학적 연구에서 이러한 관계가 입증되었다. 통계는 이러한 주장을 뒷받침하며, 그 결과는 기대수명과 전반적인 건강에서 확인된다. 예를 들어 스톡홀름 교외 지역 간의 기대수명 차이가 큰 경우이다.. 보르비 고드 역에서 가까운 곳에 사는 가난한 주민과 교육을 덜 받은 주민의 기대수명과 Danderd 근처에 사는 고학력자의 기대수명 간의 차이는 18년 차이가 난다.
뉴욕에 대한 유사한 데이터는 기대 수명, 1인당 평균 소득, 소득 분포, 빈곤하게 자란 사람들의 중간 소득 이동성, 학사 학위 이상 공유에도 사용할 수 있다.
계층사회에서 하위계층은 체계적으로 낮은 수준의 교육과 돌봄을 받는다. 상류층 사람들이 하위층 모집단의 일부를 적극적으로 악마화하는 경우에는 더 명백한 영향이 있다.

## 역사적 맥락
계급 사회에서 계급 갈등은 사회 학적, 인류 학적 관점에 따라 반복되거나 계속되는 경향이 있다.
계급 사회가 항상 존재하는 것은 아니다. 매우 다양한 유형의 계급 커뮤니티가 있었다. 예를 들어, 자본보다는 나이에 기반한 사회. 식민주의 기간 동안 사회적 관계는 강제로 해체되어 임금 노동, 사유 재산 및 자본의 사회적 범주에 기반한 사회가 생겨났다.

## 추가로 볼것들
- 탈산업 사회
- 적대적인 디자인
- 복지 국가

## 서지
- Ojämlikhetens 치수 측정기-Marie Evertsson & Charlotta Magnusson (red. ) (스웨덴어)ISBN 9789147111299
- Om konsten att lyfta sig själv i håret och behålla barnet i badvattnet : kritiska synpunkter på samhällsvetenskapens vetenskapsteori-이스라엘, 요아킴 (스웨덴어)ISBN 91-29-43746-6
- 내부 수준 : 더 많은 평등 한 사회가 스트레스를 줄이고 정신을 회복하며 모든 사람의 안녕을 향상시키는 방법-Richard G Wilkinson ; 케이트 피켓ISBN 9780141975399
- Klassamhällets förändring -Göran Ahrne, Hedvig Ekerwald, Håkan Leiulfsrud (스웨덴어)[29]

## 참고 문헌
1. ↑  Drobnic, S.; Guillén, A. (2011). 《Work-Life Balance in Europe: The Role of Job Quality》. Springer. 208쪽. ISBN 9780230307582.
2. ↑  “Essays on Social Reproduction and Lifelong Learning”. 《Skolporten》. 2020년 5월 14일에 확인함.
3. ↑  Bihagen, Erik; Nermo, Magnus; Stern, Charlotta (October 2013). “Class Origin and Elite Position of Men in Business Firms in Sweden, 1993–2007: The Importance of Education, Cognitive Ability, and Personality”. 《European Sociological Review》 29 (5): 939–954. doi:10.1093/esr/jcs070.
4. ↑  “Global Stratification and Inequality | Introduction to Sociology”. 《courses.lumenlearning.com》. 2020년 6월 1일에 확인함.
5. ↑  Lane, David (2005년 12월 1일). “Social class as a factor in the transformation of state socialism”. 《Journal of Communist Studies and Transition Politics》 21 (4): 417–435. doi:10.1080/13523270500363361. ISSN 1352-3279.
6. ↑  “Klassamhället åter anser 9 av 10” (스웨덴어). 2004년 4월 26일. ISSN 1101-2412.
7. ↑  https://libcom.org/file%5B깨진+링크(과거+내용+찾기)%5D /Moishe%20Postone%20-%20Time,%20Labor,%20and%20Social%20Domination.pdf
8. ↑  “보관된 사본” (PDF). 2021년 8월 9일에 원본 문서 (PDF)에서 보존된 문서. 2021년 6월 24일에 확인함.
9. ↑  Jones, Owen Peter (2011). 《Chavs : the demonization of the working class : with new preface》 [New]판. ISBN 978-1-78168-398-9. OCLC 1105199910.
10. ↑  Wilkinson, Richard G; Pickett, Kate (2019). 《The inner level : how more equal societies reduce stress, restore sanity and improve everyone's well-being》. Penguin Books. ISBN 978-0-14-197539-9. OCLC 1091644373.
11. ↑  Salmi, Peter (2017년 12월 13일). “Kraftig ökning av psykisk ohälsa bland barn och unga vuxna”. 《Socialstyrelsen》 (스웨덴어). 2018년 2월 21일에 원본 문서에서 보존된 문서.
12. ↑  Mathisen, Daniel (2018년 6월 8일). “Inte konstigt att klassamhället får oss att må dåligt” (스웨덴어). 2019년 6월 20일에 원본 문서에서 보존된 문서. 2020년 5월 14일에 확인함.
13. ↑  Aneshensel, Carol S; Phelan, Jo C (1999). 《Handbook of the sociology of mental health》. Kluwer Academic/Plenum Publishers. 152쪽. ISBN 978-0-387-36223-6. OCLC 552063104.
14. ↑  “Var du bor avgör när du dör” (스웨덴어). 2014년 5월 12일.
15. ↑  “Mera om massiva och dödliga klasskillnader” (스웨덴어). 2019년 6월 29일. ISSN 1101-2412.
16. ↑  https://www.nytimes.com/interactive/2020/05/13/opinion/inequality-cities-life-expectancy.html
17. ↑  https://www.dagensmedicin.se/artiklar/2007/08/21/skillnad-mellan-rika-och-fattigas-overlevnad-i-brostcancer/
18. ↑  《Closing the gap in a generation : health equity through action on the social determinants of health : Commission on Social Determinants of Health final report.》. World Health Organization, Commission on Social Determinants of Health. 2008. ISBN 978-92-4-156370-3. OCLC 248038286.
19. ↑  “Fattiga klarar cancer sämst” (스웨덴어). 2008년 9월 8일. ISSN 1101-2412.
20. ↑  Jones, Owen Peter (2011). 《Chavs : the demonization of the working class : with new preface》 [New]판. ISBN 978-1-78168-398-9. OCLC 1105199910.
21. ↑  《The concise encyclopedia of sociology》. Wiley-Blackwell. 2011. 66쪽. ISBN 978-1-4443-9263-0. OCLC 701327736.
22. ↑  《Weapons of the weak : everyday forms of peasant resistance》. ISBN 978-0-585-36330-1. OCLC 317459153.
23. ↑  《EVOLUTION OF PROPERTY FROM SAVAGERY TO CIVILIZATION.》. HANSEBOOKS. 2017. ISBN 978-3-337-31218-3. OCLC 1104923720.
24. ↑  《Ancient society》. Transaction Publishers. 2000. ISBN 0-7658-0691-6. OCLC 44516641.
25. ↑  《Encyclopedia of Western colonialism since 1450》. Macmillan Reference USA. 2007. 620,849,921,64쪽. ISBN 978-0-02-866085-1. OCLC 74840473.
26. ↑  《Age class systems : social institutions and polities based on age》. Cambridge University Press. 1985. ISBN 0-521-30747-3. OCLC 11621536.
27. ↑  《Age class systems : social institutions and polities based on age》. Cambridge University Press. 1985. ISBN 0-521-30747-3. OCLC 11621536.
28. ↑  “보관된 사본” (PDF). 2021년 6월 24일에 원본 문서 (PDF)에서 보존된 문서. 2021년 6월 24일에 확인함.
29. ↑  “Archived copy” (PDF). 2019년 4월 29일에 원본 문서 (PDF)에서 보존된 문서. 2020년 5월 14일에 확인함.